# Краус, Маринус
Маринус Краус (нем. Marinus Kraus; род. 13 февраля 1991 года) — немецкий прыгун с трамплина, олимпийский чемпион 2014 года в командном первенстве.

## Карьера
Краус начинал свою карьеру в качестве двоеборца. 
В 2014 году на Олимпиаде в Сочи выиграл командное золото вместе с Зеверином Фройндом, Андреасом Веллингером и Андреасом Ванком. Причём Краус принёс своей команде наибольшее количество очков среди своих партнёров. В первом раунде он набрал 136,1 балл (лучший среди немцев), а во втором 132 (уступил только партнёру Андреасу Веллингеру).
Также спортсмен выступал в личном первенстве на большом трамплине. Он занял четвёртое место в квалификации, прыгнув на 130 метров и набрав 120,2 балла. В финале он значительно улучшил свои результаты: в первом раунде он улетел на 131 метр, во втором — на 140 метров. Причём среди всех во втором раунде он стал вторым, а по итогам занял шестое место. В сумме он набрал 257,4 балла.